# 小谷津藍子
小谷津 藍子（こやつ あいこ、1985年8月22日 - ）は日本のモデル、タレント及び女優である。ハイタイド所属。千葉県流山市出身。本名同じ。
流山市立北部中学校、千葉県立柏西高校（現・千葉県立柏の葉高等学校）卒。

## 来歴
2003年、雑誌主催のコンテストに応募し受賞したのをきっかけに芸能界入り。
高校3年の時、本人がこの事実を担任に打ち明けたところ、担任がクラスみんなで協力して彼女に投票することを提案したというエピソードがある。
携帯サイトにマイメニュー登録（300円）して投票するシステムであったため、投票は生徒の判断に任されることとなった。当コンテストで上位入賞を果たしたが、彼女の実力によって勝ち取ったことは事実である。
PINKY読者モデルの熊本薫とは中学時代の同級生。

## 出演作品

### TV
- サムライTV「生でGONG！X2」（2004/04〜2005/03） - レギュラー出演 生GONギャル3期生
- サムライTV「NEWS侍!」（2005/07〜2006/3） - レギュラーMC出演
- サムライTV「サムライ本舗」（2005/11〜2006/3） - レギュラーMC出演
- 仮面ライダー響鬼 （2005年9月11日）
- 危険なアネキ（2005年10月〜12月、フジテレビ） - 出演
- オモ☆さん （2007年4月-9月、テレビ朝日） - セミレギュラー

### 映画
- ワイルドスピードX3 TOKYO DRIFT(2006年)
- デコトラの鷲・愛と涙の男鹿半島（2007年4月21日公開）
- 巨乳をビジネスにした男（2007年5月19日〜6月1日公開）
- SS エスエス （2008年1月12日） - 女子アナ役

### 舞台
- 「かくも優しき孤独」　2004年10/27〜31
- 「週刊ビート」　2004年12/17〜18
- 「re-try」　2005年5/21〜22
- 「おとし屋2」　2006年4/6〜9
- 「おとし屋3」　2006年7/27〜7/30
- 「ろまんす」　2006年8/17〜21
- 「ライフトレーラー」　2006年11/7
- 「ノンバンク殺人事件 いや、ばれるで、こりゃ。」　2006年12/21〜25
- 「SAKURA」　2007年3/22〜26
- 「Hard Luck CAFE」　2007年5/11〜13
- 「永遠の一秒」　2007年8/11〜12
- 「ジュリエット」　2007年12/6〜10